# (37861) 1998 FA5
1998 FA5 (asteroide 37861) é um asteroide da cintura principal. Possui uma excentricidade de 0.12364420 e uma inclinação de 11.38831º.
Este asteroide foi descoberto no dia 23 de março de 1998 por Paul G. Comba em Prescott.